# Juan María Echeverri
Juan María Echeverri, fue un político español del siglo XIX. Último gobernador virreinal de Yucatán y primer gobernador del Yucatán independiente en 1821, año de la proclamación de la independencia de México. Estando en el poder público, siendo capitán general de Yucatán por nombramiento real, se acordó el 15 de septiembre de 1821, de manera incruenta, la independencia del territorio yucateco (entonces conformado por los actuales estados de Yucatán, Campeche, Quintana Roo) de España, continuando brevemente en el poder el propio Juan María Echeverri.

## Datos históricos
Llegó a la península de Yucatán para hacerse cargo de la Capitanía General de la provincia el 1 de enero de 1821. De ideas anticlericales (jacobino) exigió desde su llegada al Obispo de Yucatán el cumplimiento estricto de las disposiciones de las cortes españolas en el sentido de sustituir a los frailes franciscanos por sacerdotes seculares. En enero de 1821 las cortes expidieron una ley que establecía la reducción del número de monasterios además de impedir el funcionamiento de más de un convento por orden religiosa por localidad. Echeverrí puso en vigor esta disposición con gran severidad. Clausuró un número de conventos, entre ellos el de la Barrio de La Mejorada que ocupó con tropas del ejército, convirtiéndolo en cuartel (llamado Cuartel de Dragones) militar.  A excepción de los conventos de Ticul y Calkiní, se cerraron las casas franciscanas de toda la península, desalojándose a sus moradores, sin tomarse precauciones para resguardar los tesoros artísticos que los diversos recintos habían guardado a lo largo de 300 años de provincia española.
Echeverri no fue partidario de la independencia de México pero no actuó en contra de la corriente libertadora que se dio en Yucatán y que estuvo principalmente representada por los Sanjuanistas. Cuando el Ejército Trigarante se presentó en Tabasco y fue informado de ello, Echeverri no reaccionó en contra del hecho. El 13 de septiembre de 1821 el gobierno de Campeche que estaba bajo su mando como Capitán General, le envió una nota manifestándose favorable al movimiento de independencia de México. En ese punto, Echeverri decidió reunirse con la Diputación Provincial (bajo las leyes de la constitución gaditana de 1812) y con el Ayuntamiento de Mérida, para deliberar en torno a la situación y dos días más tarde, el 15 de septiembre de 1821, convocó a una asamblea general, en cabildo abierto, que presidió el propio Capitán General, en la que sin violencia de ninguna especie, se decidió colectivamente por la independencia de Yucatán. Echeverri presentó entonces su dimisión que no fue aceptada con el argumento de que se gestaría una situación anárquica. Se le pidió que continuara en el poder y lo hizo. Se declaró pues la independencia y se sostuvo en el poder a un funcionario español que no juró los preceptos independentistas.
Esta situación irregular generó protestas de toda laya y Campeche decidió, a pesar de que le fue negado el permiso, izar la bandera tricolor, símbolo de la nueva nación insurgente, en sustitución del lábaro español. El hecho provocó que Echeverri y la Diputación Provincial se reunieran y cesaron en sus funciones al teniente de rey que actuaba en Campeche, Duque de Estrada y a Juan José de León regente de la ciudad. Como respuesta el pueblo de Campeche, en reunión de cabildo abierto, decidió jurar solemnemente la independencia de México, el contenido del Plan de Iguala y de los Tratados de Córdoba, así como restituir en sus puestos al Duque de Estrada y a de León.
Echeverri se inconformó con los hechos y presentó nuevamente su dimisión que volvió a ser rechazada, aunque a los pocos días el gobernante insistió y renunció definitivamente el 8 de noviembre de 1821. La Regencia de México decidió enviar para sustituirlo al Mariscal Melchor Álvarez, jefe realista de Oaxaca, quien llegó a Mérida para tomar posesión de su cargo el 9 de marzo de 1822, quedando mientras tanto como gobernante interino el tesorero (había sido tesorero real) regional Pedro Bolio y Torrecillas.